# Ivan Tristan
Ivan Tristan (fra. Jean Tristan; 8. travnja 1250. — 3. kolovoza 1270.) bio je princ Francuske iz dinastije Capet. Njegovi su roditelji bili kralj Luj IX. Sveti i kraljica Margareta Provansalska. Ivan je bio grof Neversa, Auxerrea, Tonnerrea, Valoisa i Crépyja. Rođen je u Egiptu kao šesto dijete svoga oca te je nazvan Tristan zbog tuge — naime, dva dana prije njegovog rođenja, Luja su zarobili Mameluci.
Tristan je kršten u bivšoj džamiji te je djetinjstvo proveo u Svetoj Zemlji, gdje je rođen njegov brat Petar. Luj je htio da Tristan postane dominikanac, ali se mladi Tristan tome odupirao te se 1266. oženio. Tristanova je žena bila Jolanda II. od Neversa. Par je bio bez djece te je Tristan umro u Tunisu od dizenterije. Njegovo je tijelo pokopano u bazilici svetog Denisa.
| Prethodnik Kraljevski posjed | Grof Valoisa | Nasljednik Karlo Valois |